# 시부시역
시부시역(일본어: 志布志駅)은 일본 가고시마현 시부시시에 위치한 규슈 여객철도 니치난 선의 철도역이자 이 노선의 종착역이다. 단선 승강장 1면 1선의 구조를 갖춘 지상역이다.

## 이용 현황
| 연도 | 1일 평균 승차 인원 | 1일 평균 하차 인원 |
| ---- | ------------------ | ------------------ |
| 2007 | 14                 | 38                 |
| 2008 | 14                 | 38                 |
| 2009 | 14                 | 36                 |
| 2010 | 11                 | 32                 |
| 2011 | 11                 | 32                 |
| 2012 | 10                 | 29                 |
| 2013 | 9                  | 29                 |

## 역 주변
- 시부시 항
- 시부시 시청 시부시 지소

## 역사
- 1925년 3월 30일 : 시부시 선 오스미마쓰야마 - 이 역 간의 개통에 의해 개업.
- 1935년
  - 4월 15일 : 시부시 선 이 역 - 요와라 간 연장 개업.
  - 10월 28일 : 후루에히가시 선 이 역 - 히가시쿠시라 간 개업.
- 1938년 10월 10일 : (구) 후루에 선 후루에 - 구시라 간 개궤에 의해, (구) 후루에 선 · 후루에히가시 선을 합쳐 후루에 선으로 한다.
- 1955년 3월 31일 : 2대째 역사를 개축.
- 1963년 5월 8일 : 니치난 선 미나미미야자키 - 기타고 간 개업에 의해 시부시 선의 이 역 - 기타고 간을 니치난 선으로 편입. (니치난 선 전체 개통).
- 1972년 9월 9일 : 후루에 선이 고쿠부까지 개업해 오스미 선으로 개칭.
- 1987년
  - 3월 14일 : 오스미 선 전 노선 폐지.
  - 3월 28일 : 시부시 선 전 노선 폐지.
  - 4월 1일 : 일본국유철도 분할 민영화에 의해, 규슈 여객철도가 승계.
- 1990년 2월 20일 : 시부시 역이 동북동쪽 방향으로 약 60m 이전 되었다.
- 시기 불명 : 키오스크 폐지.
- 2009년 8월 8일 : 역사 내에 시부시 시 종합관광안내소 오픈.

## 인접 역
| 니치난 선                            | 니치난 선               | 니치난 선 |
| ------------------------------------ | ----------------------- | --------- |
| 후쿠시마타카마쓰 미나미미야자키 방면 | ■ 쾌속 '니치난 마린 호' | 시·종착역 |
| 오스미나쓰이 미나미미야자키 방면     | ■ 보통                  | 시·종착역 |